# Портси (остров)
Портси (англ. Portsea) — небольшой низменный остров у южного побережья Англии. На острове расположена большая часть города Портсмут. 
Портси — самый населённый остров Британских островов после Великобритании и Ирландии.
На севере остров отделен от основной части Англии узким проливом Портсбридж-Крик, который осушается во время отлива.
К западу от острова расположен залив Портсмут-Харбор, на другой стороне которого находится город Госпорт, а к востоку — Лангстон-Харбор, отделяющий Портси от острова Хейлинг. С юга его омывает пролив Те-Солент, на другой стороне которого расположен остров Уайт.
Через Портсбридж-Крик переброшены несколько автомобильных, железнодорожных и переходных мостов. С Госпортом, Хейлингом и Уайтом налажены паромные переправы.
Наименование Портси также используется для обозначения административного округа Портсмут, расположенного в юго-западном углу острова.

## Уроженцы
Конни Гилкрист (графиня Оркни) (1865—1946) — британская актриса и фотомодель